# Матиу-Сомс
Матиу-Сомс (англ. Matiu / Somes Island) — самый большой из трёх островов в северной половине Веллингтонской гавани, Новая Зеландия. Площадь острова составляет 24,9 гектара (62 акра), он расположен в 3 километрах (1,9 мили) к югу от пригорода Петоун и устья реки Хатт.
Остров использовался маори в качестве убежища. На острове были найдены курганы и другие остатки жилья. Кроме того, остров имеет долгую и разнообразную европейскую историю. С 1840 по 1920-е годы остров использовался в качестве карантина. Корабли, прибывающие в гавань Веллингтона с больными пассажирами или членами экипажа, высаживались на острове для лечения. Во время Первой и Второй мировых войн на острове были интернированы «вражеские иностранцы», в том числе долгое время проживавшие в Новой Зеландии выходцы из вражеских стран. Во время Второй мировой войны на острове были установлены зенитные орудия, остатки которых можно увидеть и сегодня. С 1864 по 1995 год остров использовался для карантина животных. В 1968 году была построена станция карантина животных строгого режима.
За долгое время использования острова в карантинных и оборонных целях его состояние ухудшилось. Однако в 1981 году начались работы по восстановлению лесного покрова. После более чем 30 лет восстановления окружающей среды и переселения видов, на острове теперь обитает множество местных птиц, беспозвоночных, рептилий и растений. С 1995 года остров был объявлен научным и историческим заповедником. В течение многих лет посещение острова было запрещено из-за его роли в качестве карантинной станции для людей и животных, но теперь посетители могут оставаться на острове на ночь.
В 2009 году право собственности на остров было передано Таранакской общине маори. В настоящее время остров находится под управлением Департамента охраны природы.

## Топонимика
Согласно легендам, Матиу и близлежащий остров Макаро получили свои первоначальные названия от Купе, полулегендарного первого мореплавателя маори, который достиг Новой Зеландии и вернулся домой со знаниями о новой земле. Он назвал их в честь двух своих дочерей (или, в некоторых версиях легенды, племянниц), когда впервые вышел в гавань около 1000 года.
После заселения европейцами остров более века был известен как остров Сомс. Когда в 1839 году он перешел под контроль Новозеландской компании вместе с большей частью региона Веллингтон, остров был переименован в честь Джозефа Сомеса, заместителя губернатора и финансиста компании в то время. В 1997 году, после 10 месяцев исследований и рассмотрения предложений общественности, Новозеландский географический совет присвоил официальное двуязычное название «Matiu / Somes Island» в знак признания европейской и маорийской истории острова.